# Carson Baird

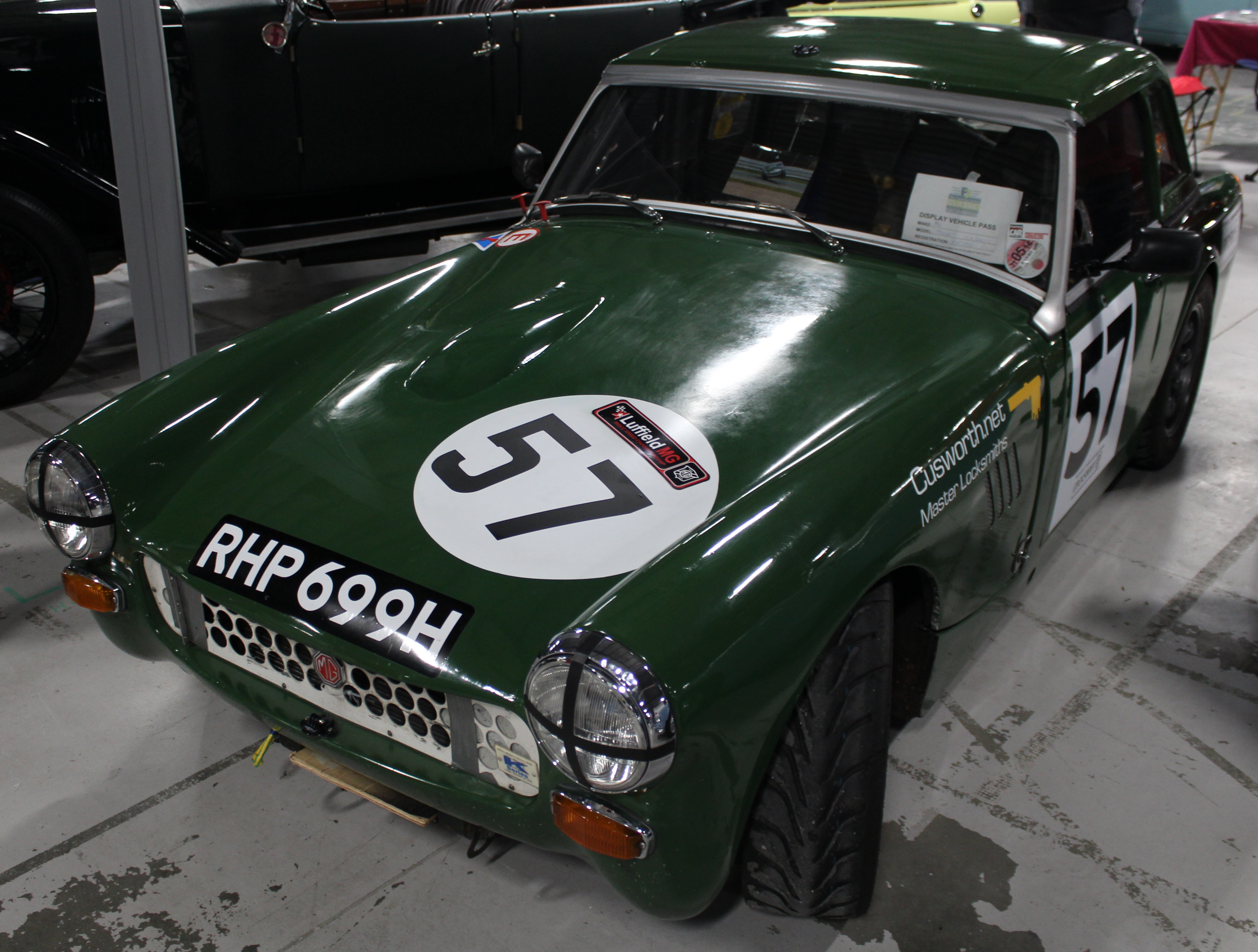
Mit einer Rennversion des MG Midget bestritt Carson Baird seine ersten Autorennen

Carson Meadow Baird (* 10. März 1938 in Johnston) ist ein ehemaliger US-amerikanischer Autorennfahrer.

## Karriere als Rennfahrer
Carson Baird begann seine Fahrerkarriere in der ersten Hälfte der 1960er-Jahre. Erste Rennen fuhr er auf einem MG Midget 1963 in einer lokalen Division der SCCA-Sportwagen-Meisterschaft. Seinen ersten Gesamtsieg feierte er 1966 bei einem nationalen Sportwagenrennen in Riverside. Auch hier war der Einsatzwagen ein MG Midget.
1967 gab er sein Debüt beim 12-Stunden-Rennen von Sebring. Baird war auf einem Austin-Healey Sprite der Donald Healey Motor Company gemeldet und beendete das Rennen mit den Partnern Roger Enever und Alec Poole an der 18. Stelle der Gesamtwertung. Zwischen 1967 und 1984 ging er achtmal bei diesem Langstreckenrennen an den Start. Den größten Erfolg feierte er 1976, als er gemeinsam mit John Gunn auf einem Porsche Carrera RSR Gesamtzweiter wurde. Ähnlich erfolgreich war er beim 24-Stunden-Rennen von Daytona, wo er 1975 als Gesamtdritter ebenfalls aufs Podium der ersten drei fuhr. Seinen einzigen Einsatz beim 24-Stunden-Rennen von Le Mans hatte er 1982, wo er Gesamtsechster wurde.
1968 fuhr er auf einem Brabham BT18 einige Rennen in der Formel A, der nordamerikanischen Variante der Formel 5000.

## Statistik

### Le-Mans-Ergebnisse
| Jahr | Team                       | Fahrzeug         | Teamkollege      | Teamkollege      | Platzierung | Ausfallgrund |
| ---- | -------------------------- | ---------------- | ---------------- | ---------------- | ----------- | ------------ |
| 1982 | Prancing Horse Farm Racing | Ferrari 512BB LM | Pierre Dieudonné | Jean-Paul Libert | Rang 6      |              |

### Sebring-Ergebnisse
| Jahr | Team                       | Fahrzeug               | Teamkollege     | Teamkollege   | Platzierung | Ausfallgrund |
| ---- | -------------------------- | ---------------------- | --------------- | ------------- | ----------- | ------------ |
| 1967 | Donald Healey Motor Co.    | Austin-Healey Sprite   | Roger Enever    | Alec Poole    | Rang 18     |              |
| 1975 | Armorall Racing Team       | Porsche Carrera RSR    | Charlie Kemp    |               | Ausfall     | Unfall       |
| 1976 | Dallas Heyser SL-1         | Porsche Carrera RSR    | John Gunn       |               | Rang 2      |              |
| 1979 | Kemp Motoracing            | Ford Cobra II          | Charlie Kemp    | Kees Nierop   | Ausfall     | Motorschaden |
| 1982 | Prancing Horse Farm Racing | Ferrari 512BB/LM       | Tom Pumpelly    | Chip Mead     | Ausfall     | Defekt       |
| 1984 | Alderman Datsun            | Datsun 280ZX           | George Alderman | Lew Price     | Rang 10     |              |
| 1985 | Lee Racing                 | Chevrolet Corvette GTP | Billy Hagan     | Terry Labonte | Ausfall     | Motorschaden |
| 1986 | Lee Racing                 | Chevrolet Corvette GTP | Jim Mullen      | Lew Price     | Ausfall     | Wagenbrand   |

### Einzelergebnisse in der Sportwagen-Weltmeisterschaft
| Saison | Team                            | Rennwagen                           | 1   | 2   | 3   | 4   | 5   | 6   | 7   | 8   | 9   | 10  | 11  | 12  | 13  | 14  | 15  | 16  | 17  |
| ------ | ------------------------------- | ----------------------------------- | --- | --- | --- | --- | --- | --- | --- | --- | --- | --- | --- | --- | --- | --- | --- | --- | --- |
| 1967   | Healey Motor                    | Austin-Healey Sprite                | DAY | SEB | MON | SPA | TAR | NÜR | LEM | HOK | MUG | BRH | CCE | ZEL | OVI | NÜR |     |     |     |
| 1967   | Healey Motor                    | Austin-Healey Sprite                | 18  |     |     |     |     |     |     |     |     |     |     |     |     |     |     |     |     |
| 1969   | Flem-Cor Ent. Jacques Bienvenue | Chevrolet Camaro Porsche 911        | DAY | SEB | BRH | MON | TAR | SPA | NÜR | LEM | WAT | ZEL |     |     |     |     |     |     |     |
| 1969   | Flem-Cor Ent. Jacques Bienvenue | Chevrolet Camaro Porsche 911        | 13  |     |     |     |     |     |     |     | DNF |     |     |     |     |     |     |     |     |
| 1975   | Armor All Racing Consultants    | Porsche Carrera RSR                 | DAY | MUG | DIJ | MON | SPA | PER | NÜR | ZEL | WAT |     |     |     |     |     |     |     |     |
| 1975   | Armor All Racing Consultants    | Porsche Carrera RSR                 | 3   |     |     |     |     |     |     |     | DNF |     |     |     |     |     |     |     |     |
| 1976   | Racing Consultants              | Porsche Carrera RSR                 | MUG | VAL | NÜR | MON | SIL | IMO | NÜR | ZEL | PER | WAT | MOS | DIJ | DIJ | SAL |     |     |     |
| 1976   | Racing Consultants              | Porsche Carrera RSR                 |     |     |     |     |     |     | DNF |     |     |     |     |     |     |     |     |     |     |
| 1978   | Randy Blue                      | AMC Gremlin                         | DAY | SEB | MUG | TAL | DIJ | SIL | NÜR | LEM | MIS | DAY | WAT | VAL | ROD |     |     |     |     |
| 1978   | Randy Blue                      | AMC Gremlin                         |     |     |     |     |     |     | 35  |     |     |     |     |     |     |     |     |     |     |
| 1979   | Charlie Kemp Joe Armato         | Ford Mustang AMC Gremlin AMC Spirit | DAY | SEB | MUG | TAL | DIJ | RIV | SIL | NÜR | LEM | PER | DAY | WAT | SPA | BRH | ROA | VAL | ELS |
| 1979   | Charlie Kemp Joe Armato         | Ford Mustang AMC Gremlin AMC Spirit | 44  | DNF |     | 10  |     |     |     |     |     |     | 6   |     |     |     |     |     |     |
| 1982   | Farm Racing                     | Ferrari 512 BB                      | MON | SIL | NÜR | LEM | SPA | MUG | FUJ | BRH |     |     |     |     |     |     |     |     |     |
| 1982   | Farm Racing                     | Ferrari 512 BB                      | 6   |     |     |     |     |     |     |     |     |     |     |     |     |     |     |     |     |